# Dorcadion schultzei
Dorcadion schultzei är en skalbaggsart som beskrevs av Lucas Friedrich Julius Dominikus von Heyden 1894. Dorcadion schultzei ingår i släktet Dorcadion och familjen långhorningar. Inga underarter finns listade i Catalogue of Life.